# Andrew Kwiatkowski
Andrew Kwiatkowski (Cambridge, 17 gennaio 1979) è un ex cestista canadese con cittadinanza polacca.

## Carriera
Con il Canada ha disputato due edizioni dei Campionati americani (2001, 2003).